# Stadion Daugava w Rydze
Stadion Daugava (łot. Daugavas stadions) – wielofunkcyjny stadion w Rydze, stolicy Łotwy. Został otwarty w 1927 roku. Obiekt może pomieścić 10 461 widzów.
Stadion Daugava został otwarty w 1927 roku. Początkowo posiadał on czterotorową bieżnię lekkoatletyczną oraz okalające ją z trzech stron sześciorzędowe trybuny. W 1951 roku poszerzono bieżnię lekkoatletyczną, a rok później rozbudowano trybuny, zwiększając pojemność stadionu do 9000 widzów. W 1978 roku rozebrano trybunę zachodnią, a w jej miejscu powstała następnie nowa trybuna główna na 5764 widzów. Jej inauguracja miała miejsce w 1982 roku. W 1999 roku zlikwidowano trybuny od strony północnej, wschodniej i południowej, pozostawiając jedynie trybunę główną. W latach 2017–2018 zmodernizowano obiekt i wybudowano nowe trybuny za łukami (od strony północnej i południowej), zwiększając pojemność do 10 461 widzów. Stadion był areną Mistrzostw Europy Juniorów w Lekkoatletyce w 1999 roku, grywa na nim również piłkarska reprezentacja Łotwy.